# Lockdown (2010)
Lockdown 2010 fue la sexta edición de Lockdown, un evento PPV de lucha libre profesional producido por la Total Nonstop Action Wrestling (TNA). El evento tuvo lugar el 18 de abril de 2010 en el Family Arenas en Saint Charles, Misuri. Como en todas sus ediciones, este PPV tiene como especial en todas sus luchas Steel Cage.

## Resultados
- Rob Van Dam derrotó a James Storm en un Steel Cage Match (6:40)
  - RVD cubrió a Storm después de un "Five Stars Frog Splash".
  - Como consecuencia, el Team Hogan obtuvo la ventaja en el Lethal Lockdown.
- Homicide derrotó a Brian Kendrick, Alex Shelley y Chris Sabin en un Xcape Match.(4:58)
  - Homicide ganó tras escapar de la jaula.
  - Como consecuencia, Homicide obtuvo una pelea por el Campeonato de la División X de la TNA
- Kevin Nash derrotó a Eric Young en un Steel Cage Match (4:50)
  - Nash cubrió a Young después de una "Jackknife Powerbomb" .
- Las Campeonas Femeninas en Parejas de la TNA The Beautiful People (Madison Rayne & Velvet Sky)(con Lacey Von Erich) derrotaron a Angelina Love (c) & Tara en un Steel Cage Match., ganando Rayne el Campeonato Femenino de la TNA (5:10)
  - Rayne cubrió a Tara después de un golpe de Lacey Von Erich con el Ugly Stick.
  - Si ganaban Love & Tara, ganarían el Campeonato Femenino en Parejas.
  - Si ganaba Beautiful People, quien hiciera la cuenta sería Campeona Femenina.
  - Después de la lucha, Tara atacó a Love.
- Kazarian derrotó a Shannon Moore y Homicide en un Steel Cage match, ganando el vacante Campeonato de la División X de la TNA (9:07)
  - Kazarian cubrió a Homicide después de un "Inverted Neckcrunch Drop".
  - Originalmente, el campeón Douglas Williams iba a defender el título ante Moore y Kazarian, pero no pudo asistir al evento debido a que su avión no despegó por la ceniza del volcán de Islandia, por lo que fue despojado del título.
- Team 3D (Brother Devon & Brother Ray) derrotó a The Band (Scott Hall & Kevin Nash) en un St Louise Street Fight match. (6:45)
  - Devon cubrió a Hall después de un "3D" contra una mesa.
  - Originalmente, Syxx-Pac iba a luchar, pero no asistió al evento, siendo sustituido por Nash.
- Kurt Angle derrotó a Mr. Anderson en un Steel Cage match (20:55)
  - Angle ganó después de escapar de la jaula.
- A.J. Styles derrotó a D'Angelo Dinero en un Steel Cage Match, reteniendo el Campeonato Mundial Peso Pesado de la TNA (13:35)
  - Styles cubrió a Dinero después de un "Styles Clash".
- Team Hogan (Abyss (capitán), Jeff Jarrett, Jeff Hardy & Rob Van Dam) derrotó al Team Flair (Sting (capitán), Desmond Wolfe & Beer Money, Inc. (James Storm & Robert Roode)) en un  Lethal Lockdown Match: (30:13)
  - Abyss cubrió a Wolfe después de un "Black Hole Slam".
  - Durante la lucha, Flair y Hogan interifrieron y se pelearon. Eric Bischoff interfirió a favor de Hogan.
  - Antes de que Jeff Hardy entrara Sting lo atacó tras bestidores.